# جوردين بولتر
جوردين بولتر (مواليد 31 يوليو 1997) هي لاعبة كرة طائرة أمريكية، فازت مع منتخب بلادها بذهبية أولمبياد 2020.